# Chassalia simplex
Chassalia simplex är en måreväxtart som beskrevs av Kurt Krause. Chassalia simplex ingår i släktet Chassalia och familjen måreväxter.
Artens utbredningsområde är Kamerun. Inga underarter finns listade i Catalogue of Life.